# Новогруд (гміна)
Гміна Новогруд (пол. Gmina Nowogród) — місько-сільська гміна у східній Польщі. Належить до Ломжинського повіту Підляського воєводства.
Станом на 31 грудня 2011 у гміні проживало 4170 осіб.

## Територія
Згідно з даними за 2007 рік площа гміни становила 100.98 км², у тому числі:
- орні землі: 68.00%
- ліси: 21.00%

Таким чином, площа гміни становить 7.46% площі повіту.

## Населення
Станом на 31 грудня 2011:
| Опис     | Загалом | Загалом | Чоловіки | Чоловіки | Жінки | Жінки |
| -------- | ------- | ------- | -------- | -------- | ----- | ----- |
| одиниця  | осіб    | %       | осіб     | %        | осіб  | %     |
| все      | 4170    | 100     | 2072     | 49.69    | 2098  | 50.31 |
| міське   | 2195    | 100     | 1070     | 48.75    | 1125  | 51.25 |
| сільське | 1975    | 100     | 1002     | 50.73    | 973   | 49.27 |

## Сусідні гміни
Гміна Новогруд межує з такими гмінами: Збуйна, Ломжа, Малий Плоцьк, Мястково.